# Smith-Gletscher (Grahamland)
Der Smith-Gletscher ist ein 8 km langer und 3 km breiter Gletscher an der Graham-Küste des Grahamlands auf der Antarktischen Halbinsel. Er fließt zwischen dem Mount Bigo und dem Mount Perchot in nordwestlicher Richtung zur Bigo Bay.
Das UK Antarctic Place-Names Committee benannte ihn 2016. Namensgeberin ist G. Joan Smith (* 1931), Archivarin des British Antarctic Survey von 1979 bis 1991.